# جهاز كيرليان
جهاز كيرليان جهاز خاص لتصوير الهالة الضوئية أو الجسم الاثيري (aura)، اخترعه روسيان اسمه "سيمون دافيد" و"فيتش كيرليان" بعد أن بذل مجهوداً دام فترة ثلاث سنوات من عام 1936م إلى 1939. وسمي الجهاز باسمه وسمي التصوير ب (تصوير كيرليان) Kirlian photography.
تتضمن العملية تحرير حقول كهربائية ذات ترددات عالية عبر الأشياء الحية. ومن خلال تغيير الترددات يظهر عدد من التفاصيل المختلفة في الصور. هناك مزاعم من قبل البعض أن أي خلل في النماذج الطاقوية يدل على وجود خلل في الخلية الحية وبهذا فإن الهالة تكون بمثابة إنذار مبكر لمرض ما، في حين يزعم آخرون أن شكل وألوان الهالة تعبر عن مزاج ونفسية صاحبها.
هناك معاهد خاصة في أنحاء العالم تسمى بمعاهد كيرليان، وهي منتشرة في دول مختلفة مثل أمريكا وألمانيا والدانمارك وأستراليا واليابان وإنجلترا..وفي العديد من الدول الأخرى حيث تجري أبحاث خاصة بهالة كيرليان.

## المصدر
- الهالة الضوئية ل(د.دلاور صابر) بتصرف.